# Kamenica (okres Sabinov)
Kamenica (Hongaars:Tarkő) is een Slowaakse gemeente in de regio Prešov, en maakt deel uit van het district Sabinov.

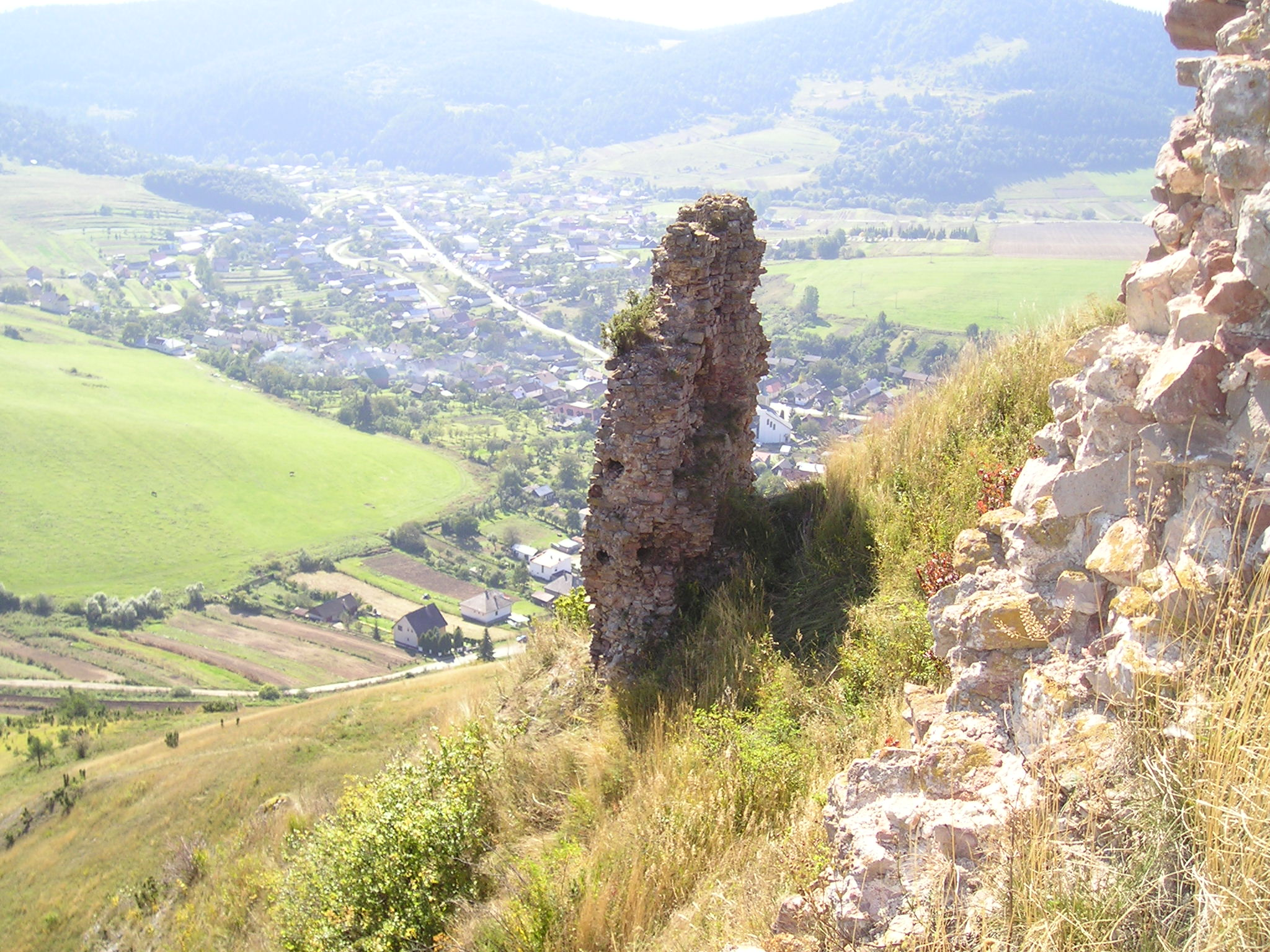
Kamenica

Kamenica telt 1868 inwoners.